# Szent Zsófia
Milánói  vagy Római Zsófia  egyházi nevén Szent Zsófia (Szofia) a katolikus, ortodox, örmény, kopt és szír egyház szentje, egyes országokban az egyik leghíresebb keresztény szent volt.  A 7-8. századi hagiográfia szerint Rómában élt az 1-2. században, Hadrianus császár idejében és állítólag ott mártírhalált halt.
A középkori folklór kitalált szentjeinek egyike. Zsófia asszony és három leánya teljesen a képzelet szülötte. Alakjuknak történelmi alapja nincs, legendájuk, mi szerint együtt szenvedtek vértanúhalált, azonban az évek során egyre inkább kikerekedett, és ennek eredményeként Zsófia kultusza a középkor végén már egész Magyarországra kiterjedt, emellett Lengyelországban is virágzott.

## Zsófia és a lányok legendája
A Zsófia-legenda egyik kerek változata az Érdy-kódexben (1526-1527) olvasható. Eszerint Dömötör görög király a bujdosó Anaklétus pápa tanácsára feleségül vette Manfredus perzsa király leányát, Zsófiát, akinek akkor már három lánya volt: Fides, Spes és Charitas, azaz a Hit, Remény, Szeretet.
Rómába költöztek, ahol Dömötör király vértanúhalált szenvedett. Még abban az órában Zsófia angyali éneket hallott, mire felköltötte leányait. Egy angyal jelent meg előttük, és a lányok feje fölé egy-egy koronát tartott, Zsófia feje fölé pedig hetet. Angyalok közölték velük, hogy rájuk is vértanúság vár, sőt Zsófia hétszer szenved és mind a hétszer koronáztatik.
Ezután Zsófia Konstantinápolyban megépíttette a Hagia Sophia templomot, Rómában pedig huszonnégy kisebbet, miközben kemény penitenciában élt leányaival együtt. Hamarosan vértanúságra jutottak.
„A Hit azt kéri halála előtt az Úrtól, hogy minden ki én halálomnak napjáról megemléköznek, igaz hittel ez világból kimúlván, megüdvözöjtessenek. A Reménység kérése: valaki az te jegyösödnek dicséretire te szenvedésödről megemléközendik, bizony reménységben múljék ki és kétségnek veszedelméből megszabadojtassék. A Szeretet így könyörög: valaki őróla megemléközendik, szent szeretetnek jószágában gyarapodhassék. A lányok haláluk után nyomban megjelennek édesanyjuknak, hogy őrá is méltóságos tisztület várakozik” – áll a kódexben.
Hadrianus császár Zsófiát is kegyetlenül megkínoztatta, megölette és árnyékszékbe vettette, de Isten angyala épségben, szépségben feltámasztotta. A szent asszony ismét a császár elé ment, és ő újra megölette. Zsófia hétszer is életre kelt, és e csoda hatására sokan megtértek Isten hitére, a császárt pedig végül a pokolbeli ördög ragadta el. 
A legenda egy másik változata szerint a három lány tizenegy, tíz-, illetve nyolcéves volt, amikor család Rómába költözött, ahol Zsófia aktívan térítette az asszonyokat Krisztus hitére.
Őt és lányait bevádolták Hadrianusnál, akit annyira megragadott a lányok szépsége, hogy leányaivá akarta őket fogadni, ők azonban irtóztak a pogány császártól.
A lányokat ezért válogatott kínzásokkal kivégezték, de mindegyikük négyszer feltámadt, és csak ötödszörre halt meg. Édesanyjuk a csoda tanúival eltemette földi maradványaikat, és a bánattól békességben utánuk halt: mindőjük gyötrelmét elszenvedve sokkal több volt, mint egyszerű vértanú. Hadrianus teljesen elsorvadva elerőtlenedett, és megvallotta, hogy igazságtalanságot követett el Isten szentjeivel (de Voragine).

## Kultusza
A Kárpát-medencében ő a védőszentje az alábbi templomoknak:
- Dubravica – Besztercebányai egyházmegye, 15. század,
- Szucsány (Sučany) – Besztercebányai egyházmegye, 13. század,
- Barossháza (Pružina) – Nyitrai egyházmegye,
- Ösvényes (Ochodnica) – Nyitrai egyházmegye,
- Sztrecsény (Strečno) – Nyitrai egyházmegye,
- Zboró (Zborov) – Kassai főegyházmegye.

Templomai a Kárpát-medencén kívül:
- Ohrid,
- Harbin

Gótikus táblaképei:
- Zólyomszászfalu (Sásová) templomának szárnyas oltára (jelenleg a besztercebányai múzeumban);
- Bártfa templomában két oltár (Mettertia-oltár 1500, Pieta-oltár),
- Berzenke (Bzinov, 1500),
- kassai székesegyház, 1470;
- Kispalugya (Paludzka, 1510),
- Lőcse (1410),
- Magyarfenes (Vlaha, 1499, a gyulafehérvári érseki rezidenciában),
- Németlipcse (Deutsch-Liptsch, Lupča, 1450, a Szlovák Nemzeti Galériában),
- Gyöngyös (1490).

Faszobra:
- Pozsony (1510, a Szlovák Nemzeti Galériában).

Oltárai:
- Eperjes (1462),
- Nagyvárad (1513).

Róla nevezték el a Görögkatolikus Hittudományi Főiskola leánykollégiumát (4400 Nyíregyháza, Síp u. 16.).

### Ünnepe
Ünnepe: 
- szeptember 17. (ortodox).
- szeptember 30. a katolikus római naptárban

Az ortodox liturgia szerint a három lány neve Pisztisz, Elpisz és Agapé, ezek ünnepe pedig szeptember 9.

## Külső hivatkozások
- Görögkatolikus Hittudományi Főiskola Szent Zsófia Leánykollégiuma
- A magyar ortodox egyházmegye honlapja[halott link]